# Histoire des variations des Églises protestantes

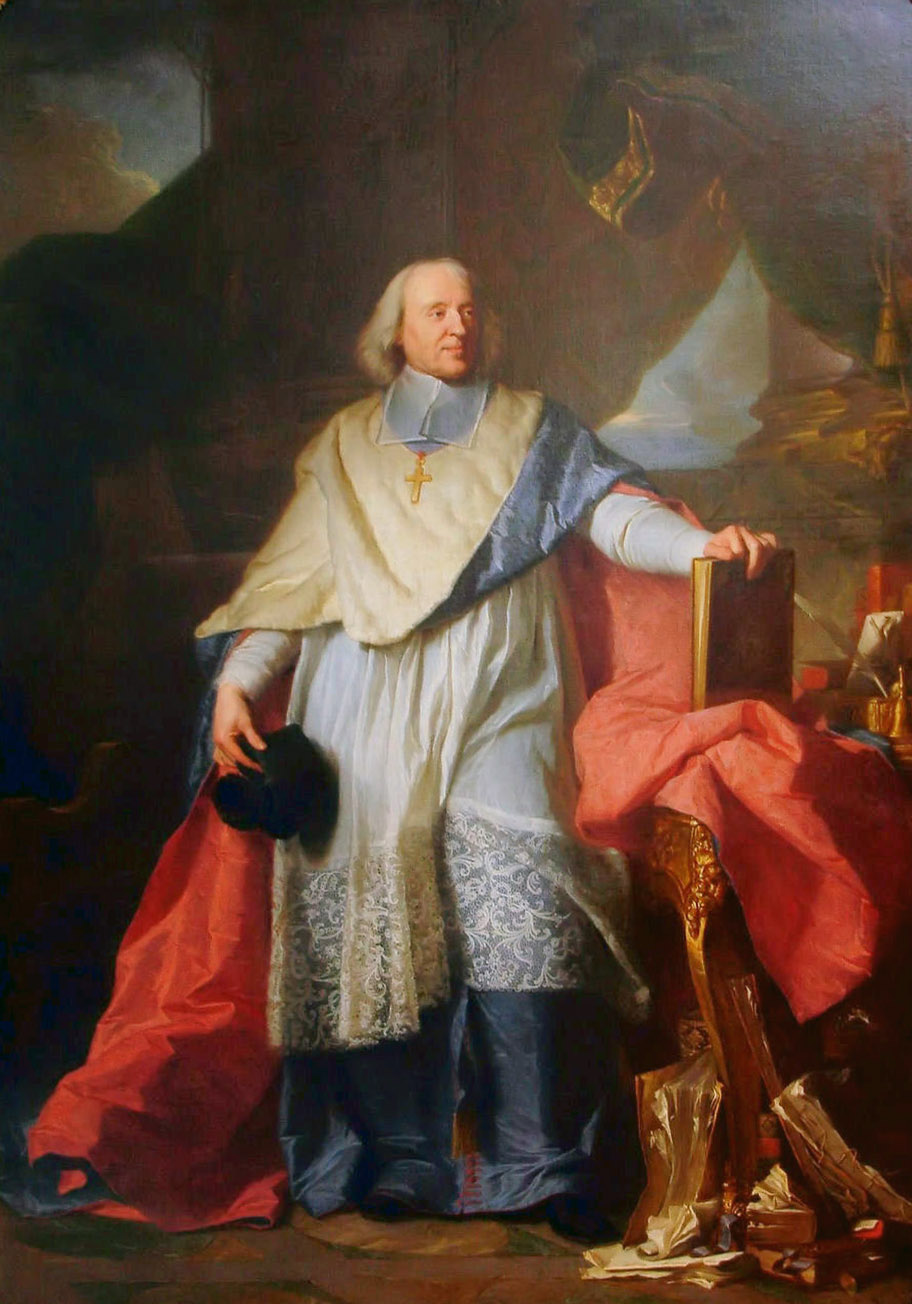
Portrait de Bossuet par Hyacinthe Rigaud

L'Histoire des variations des Églises protestantes est un ouvrage antiprotestant de Jacques-Bénigne Bossuet, commencé en 1682 et publié en 1688 à Paris. Il comprend quinze livres. En raison de la réponse du pasteur Pierre Jurieu, Bossuet a écrit une suite : les Avertissements aux protestants sur les lettres du ministre Jurieu contre l'Histoire des variations, parus en 1689-1691. 
L'Histoire des variations et les Avertissements sont réunis dans les éditions ultérieures.

## Les prémices de la polémique
Le pasteur calviniste Pierre Jurieu, auteur du Traité de la puissance de l’Église (1677), attaque  Bossuet avec le Préservatif contre le changement de religion (Rouen, 1680) avant de publier La Politique du clergé de France, ou Entretiens curieux de deux catholiques romains, l’un Parisien & l’autre Provincial, sur les moyens dont on se sert aujourd’huy, pour destruire la religion protestante dans ce royaume (Amsterdam, 1681), pamphlet qui lui vaut de devoir quitter la France pour les Provinces-Unies. Face à Bossuet, Jurieu déclare notamment que la doctrine de  l'Église catholique a varié sur la question de l'eucharistie, à quoi l'évêque de Meaux réplique par le Traité de la communion sous les deux espèces (1682). En parallèle, la révocation de l'édit de Nantes a lieu en 1685, approuvée par Bossuet.

## L'Histoire des variations
Retraçant l'histoire de la Réforme protestante, Bossuet énumère les différentes confessions réformées et peint le portrait de leurs fondateurs (Luther, Mélanchthon, Calvin, Zwingli)  sans leur accorder la moindre inspiration divine. Au contraire, tirant argument de leur pluralité, il dénonce ce qu'il considère comme leur incapacité à former un ensemble homogène, signe de leur hérésie. La multiplicité doctrinale est à ses yeux synonyme d'instabilité et d'erreur. Il part en effet du principe suivant : « La véritable simplicité de la doctrine chrétienne consiste essentiellement à toujours se déterminer, en ce qui regarde la foi, par ce fait certain : hier on croyait ainsi, donc aujourd'hui il faut croire encore de même ; car la foi qui change n'est point une foi, elle n'est pas la parole de Dieu, qui est immuable. »
La diversité en matière de dogme mène donc, selon Bossuet, à une indifférenciation qui elle-même conduit à l'indifférentisme et à l'absence de religion, ce que Ferdinand Brunetière développe en ces termes : « Quand Calvin et Luther, sur la question de l'eucharistie, par exemple, ou sur la matière de la justification, auraient eu cent fois raison contre la théologie catholique, ils auraient toujours eu tort, pour Bossuet, de s'être détachés de l'Église, parce qu'il n'y a pas d'Église sans un pouvoir absolu de définir ses propres dogmes, et que d'un autre côté, sans Église, il n'y a plus de christianisme, ni de religion peut-être. »
Le livre remporte un vif succès auprès des catholiques et s'attire des critiques chez les protestants, dont Henri Basnage de Beauval et Gilbert Burnet, auxquels Bossuet oppose sa Défense de l'Histoire des variations (1691).

## LesAvertissements

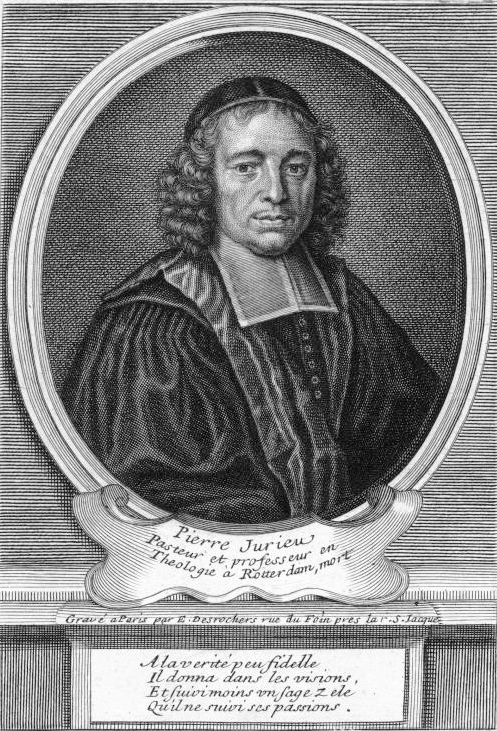
Portrait de Pierre Jurieu par Étienne Desrochers

La controverse entre Bossuet et le pasteur Pierre Jurieu, ouverte depuis plusieurs années, s'envenime avec la publication de l'Histoire des variations, à laquelle Jurieu réplique par ses Lettres Pastorales adressées aux Fidèles de France qui gémissent sous la captivité de Babylone, du 1er septembre 1686, au 1er juillet 1689. Loin de contester les « variations » du protestantisme, Jurieu les reconnaît à titre de richesse, en tant qu'heureuses conséquences du libre examen. Bossuet donne alors une suite à son ouvrage : les six Avertissements aux protestants sur les lettres du ministre Jurieu contre l'Histoire des variations (1689-1691).
Dans le cinquième des Avertissements, Bossuet rejette la thèse de Jurieu sur le contrat qui lie le prince à ses sujets et écrit : « De condamner cet état [l'esclavage], ce serait non seulement condamner le droit des gens, où la servitude est admise, comme il paraît par toutes les lois ; mais ce serait condamner le Saint-Esprit, qui ordonne aux esclaves, par la bouche de saint Paul, de demeurer en leur état, et n'oblige point leurs maîtres à les affranchir. » Flaubert citera cette phrase dans son Sottisier.
Les six Avertissements s'intitulent ainsi  :
« Le christiannisme flétri, & le socinianisme autorisé par ce ministre [Jurieu]. - La Réforme convaincue d'erreur et d'impiété par ce ministre …- Le salut dans l'église romaine, selon ce ministre : le fanatisme établi dans la Réforme par les ministres Claude [le pasteur Jean Claude] et Jurieu, selon la doctrine des Quakers ; tout le parti protestant exclu du titre d'église par M. Jurieu …- La sainteté et la concorde du mariage chrétien violée …- Le fondement des empires renversé par ce ministre …- L'antiquité éclaircie sur l'immutabilité de l'estre divin et sur l'égalité des trois personnes. L'état présent de la religion protestante, contre le tableau de M. Jurieu …- État présent des controverses et de la religion protestante, avec une reveue des ouvrages précédens et une table générale des six avertissemens. »